# 保守性
保守性（ほしゅせい、英：maintainability または serviceability）は、
指定された条件下で規定された手順および資源（材料・設備・治工具・ソフトウェア等）を使用してアイテムの保守が行われた場合、与えられた使用条件において、要求された機能が保持される、または修復される能力をいう。

## 概要
JIS Z 8115:1981 デイペンダビリティ（信頼性）用語 で使用されている用語は 保全性（ほぜんせい）および 保全性能（ほぜんせいのう）。
整備性（せいびせい）ということもある。
不具合の発見・修復のし易さ、不具合によるアイテムの休止時間を最小にすることも評価の尺度となる。
ソフトウェアプログラムの場合、バグなどの不具合要因を修正したり，性能や使い易さといった特性を改善したり、製作当初に想定していなかった機能の追加や変更を少ない手間やコストで実施・改変が行える容易さを表す。

## 脚註
1. ↑  “JIS Z 8115:1981 デイペンダビリティ（信頼性）用語”.   kikakurui.com. 2014年2月24日閲覧。
2. ↑  “信頼性と保全性 - Juntsu.co.jp”.   潤滑通信社. 2014年2月24日閲覧。
3. ↑  “ソフトウェアにおける保守性と拡張性の定義”. ITmedia. (2005年12月16日) 2015年8月31日閲覧。